# Memoriał Janusza Kusocińskiego
Międzynarodowy Memoriał Janusza Kusocińskiego – zawody lekkoatletyczne rozgrywane co rok (od 1954) poświęcone pamięci Janusza Kusocińskiego. 

## Opis
Impreza gromadzi czołówkę polskich lekkoatletów. W zawodach startują także zawodnicy zagraniczni. Pierwszy Memoriał został rozegrany 20 czerwca 1954 roku w Warszawie. Przez wiele lat główną areną zmagań był Stadion Dziesięciolecia. Na trybunach gromadziło się wówczas wiele tysięcy fanów tego sportu. Okazjonalnie zawody organizowano także w Poznaniu, Bydgoszczy, Lublinie i innych miastach. W latach 2011–17 memoriał rozgrywany był w Szczecinie, od 2018 rozgrywany jest na Stadionie Śląskim.
Uczestnikami zawodów byli między innymi: Jan Železný, Irena Szewińska, Monika Pyrek, Władysław Nikiciuk, Marcin Urbaś, Janusz Sidło, Zygmunt Jałoszyński, Kamila Skolimowska, Robert Maćkowiak, Iwan Cichan oraz wielu innych najlepszych polskich i zagranicznych lekkoatletów. 
Co roku organizowany jest także Mały Memoriał Janusza Kusocińskiego, będący od 2012 oficjalnie uznawany za Mistrzostwa Polski młodzików w lekkoatletyce.